# Natalia Kuikka
Natalia Kuikka (Kemi, 1 december 1995) is een Fins voetbalspeelster. Ze is tweebenig, en speelt als linker- of rechtervleugelverdediger.
In 2017 en 2020 werd Kuikka verkozen tot Fins voetbalspeelster van het jaar.
Na enkele jaren college football in Amerika te hebben gespeeld, tekent Kuikka in 2019 een profcontract bij het Zweedse Göteborg.
In 2021 tekent Kuikka een contract bij Portland Thorns FC, en gaat daarmee in de NWSL spelen.

## Statistieken
| Seizoen | Club               | Land             | Competitie | Wedstrijden | Doelpunten |
| ------- | ------------------ | ---------------- | ---------- | ----------- | ---------- |
| 2013    | Kokkola F10        | Finland          | KAL        | 11          | 1          |
| 2014    | Merilappi United   | Finland          | KAL        | 23          | 12         |
| 2015    | Merilappi United   | Finland          | KAL        | 6           | 2          |
| 2019    | Göteborg FC        | Zweden           | DAM        | 19          | 0          |
| 2020    | Göteborg FC        | Zweden           | DAM        | 22          | 5          |
| 2021    | Portland Thorns FC | Verenigde Staten | NWSL       | 0           | 0          |
| Totaal  | Totaal             | Totaal           | Totaal     | 81          | 20         |

Laatste update: april 2021

## Interlands
Kuikka speelde in 2013 met het Fins vrouwenelftal op het Europese kampioenschap. Ze speelde alle drie de groepswedstrijden.